# ناتاليا كيلي
ناتاليا كيلي (بالألمانية: Natália Kelly)‏ هي مغنية نمساوية، ولدت في 18 ديسمبر 1994 في كونيتيكت في الولايات المتحدة.

## وصلات خارجية
- ناتاليا كيلي على موقع IMDb (الإنجليزية)
- ناتاليا كيلي على موقع ميوزك برينز (الإنجليزية)
- ناتاليا كيلي على موقع ديسكوغز (الإنجليزية)